# Pseudocoremia
Pseudocoremia là một chi bướm đêm thuộc họ Geometridae.
Các loài bao gồm:
- Pseudocoremia fenerata – Felder & Rogenhofer, 1875
- Pseudocoremia melinata – Felder & Rogenhofer, 1874
- Pseudocoremia suavis – Common Forest Looper